# Pas de diamants pour Ursula
Pour plus de détails, voir Fiche technique et Distribution.
Pas de diamants pour Ursula (I diamanti che nessuno voleva rubare) est un film italien réalisé par Gino Mangini et sorti en 1967.

## Synopsis
Spiros, un vieil usurier paralysé, convoque cinq malfrats de nationalités différentes pour réaliser un casse important chez un bijoutier. Le casse, planifié par Spiros dans les moindres détails, est exécuté sans difficulté par les cinq bandits. Mais ces derniers décident ensuite d'assassiner Spiros pour ne pas se soumettre à ses conditions. Ils sont à leur tour éliminés par un très fidèle ami de Spiros, tandis qu'une autre bande de malfrats, qui avait réussi à mettre la main sur les bijoux volés, est arrêtée. Seul l'un d'entre eux, un dénommé Fangio, parvient à échapper à la capture en s'enfuyant en avion vers la Suisse en compagnie d'Ursula, la secrétaire de Spiros, dont il était tombé amoureux pendant la phase de préparation du casse. 

## Fiche technique
- Titre français : Pas de diamants pour Ursula[1]
- Titre original italien : I diamanti che nessuno voleva rubare[2]
- Réalisation : Gino Mangini
- Scénario : Gino Mangini, Hannes Schmihauser, Sergio Pisani, Fiorella Ricciardello
- Photographie : Angelo Filippini
- Montage : Alberto Galitti
- Musique : Carlo Rustichelli
- Décors : Emilio Zago
- Production : Gino Mangini
- Société de production : Ticino Films
- Pays de production :  Italie
- Langue de tournage : italien
- Format : Couleur - Son mono - 35 mm
- Durée : 90 minutes (1 h 30[2])
- Genre : Poliziottesco, film noir
- Dates de sortie :
  - Italie : 7 août 1967

## Distribution
- Jeanne Valérie : Ursula
- Salvo Randone : Spiros
- John Elliot : Fangio
- Aldo Giuffré : Marcos
- Mario Brega : Sansone
- Dan Harrison : Giorgio
- Roger Beaumont : Charlie
- Dana Andrews : Le joaillier
- Aymo : Edison
- Lily Mantovani : Le gouvernante
- Kathy Baron : L'assistante
- Giovanni Petrucci : L'assistant
- Ignazio Spalla (sous le nom de « Ignazio Sanchez ») : Caravella
- Thomas Walton : Le commissaire de police
- Nino Vingelli : Cartacarbone
- Attilio Dottesio : Le maréchal
- Giovanni Ivan Scratuglia
- Raniero Gonella